# Dorothy Mayhall
Dorothy Mayhall (1925–1995) fue una escultora y curadora estadounidense. Trabajó en museos de Nueva York y Connecticut, dedicada principalmente al arte contemporáneo .

## Biografía
Mayhall procedía de Oregón, pero fue a la escuela secundaria en Omaha, Nebraska. Se graduó por la Universidad de Iowa. Tras intentar dedicarse a la escultura, volvió a la universidad y obtuvo una maestría en Historia del arte. Consiguió una beca Fulbright e hizo una estancia en París, Francia. A su regreso a los Estados Unidos, realizó pequeños trabajos para la Universidad de Nebraska Omaha. Se alistó en el Cuerpo de Mujeres del Ejército estadounidense durante dos años. Se reenganchó y fue destinada a Japón, donde aprendió arte oriental y conoció a artistas japoneses.

## Trayectoria
Una vez licenciada del servicio activo en el Ejército, se mudó a Nueva York y consiguió un trabajo en el MoMA después de trabajar brevemente en la revista Time-Life. A mediados de la década de 1960, Larry Aldrich le ofreció el trabajo de directora en su nuevo museo en Ridgefield, Connecticut. Fue la primera directora del "Old Hundred", como se llamó brevemente al museo. Pronto el nombre se cambió a Larry Aldrich Museum, para más tarde adoptar el nombre actual. Mayhall permaneció en el Museo Aldrich durante seis años antes de irse a trabajar a Storm King. Más tarde regresó al Aldrich.
A través de un amigo en común, conoció a Ralph E. Ogden, con el que se casó. En 1972 Mayhall fue nombrada directora del Storm King Art Center. Ubicado en Upstate New York, al norte de la ciudad de Nueva York, en la zona había pocas galerías. Parte de su trabajo fue organizar la instalación de grandes y voluminosas obras de arte.
Mayhall realizó una exposición individual de su propio trabajo en la Sachs Gallery de Nueva York en 1972.
El último trabajo de Mayhall fue de directora de arte en el Stamford Museum and Nature Center de Stamford, Connecticut, donde trabajó durante 12 años. En el Museo de Stamford desarrolló importantes exhibiciones individuales con el trabajo de Cletus Johnson, Reuben Nakian o Nicholas Krushenick. Su último espacio de estudio fue con la Asociación de Artistas Loft, en la antigua fábrica de Yale and Towne en el South End de Stamford.

## Legado
Hay una carpeta con los papeles de Mayhall en el Museo Smithsoniano de Arte Americano, del Instituto Smithsoniano. Un año después de la muerte de Mayhall, el "New Art Annual '96" del Stamford Museum otorgó un premio en honor a Mayhall. La pieza que ganó el premio fue obra de la artista Joan Wheeler y se tituló "Siempre quise ser pelirroja".

## Publicaciones (lista seleccionada)
Catálogos
- Highlights of the 1965–66 art season. Exhibition: July 10 thru September 11, 1966. Larry Aldrich Museum, Ridgefield Connecticut
- The Minimal Tradition. Exhibition held April 29 through September 2, 1979. Aldrich Museum of Contemporary Art, Ridgefield, Connecticut
- American Art: American Women 1965 through 1985. Exhibition dates: December 15, 1984 – February 23, 1985. Stamford Museum and Nature Center, Stamford, Connecticut
- Beverly Fishman: Paintings, Drawings and Sculpture. Exhibition dates: November 4 – December 6, 1985. Housatonic Museum of Art
- American artists at the turn-of-the century. (1988) Stamford Museum and Nature Center